# Liste der Biografien/Smit
Liste der Biografien |
Portal Biografien |
Personensuche
# |
A |
B |
C |
D |
E |
F |
G |
H |
I |
J |
K |
L |
M |
N |
O |
P |
Q |
R |
S |
T |
U |
V |
W |
X |
Y |
Z |
?
 
Sa |
Sb |
Sc |
Sd |
Se |
Sf |
Sg |
Sh |
Si |
Sj |
Sk |
Sl |
Sm |
Sn |
So |
Sp |
Sq |
Sr |
Ss |
St |
Su |
Sv |
Sw |
Sy |
Sz
 
Sma |
Smb |
Sme |
Smi |
Smj |
Smo |
Smr |
Smu |
Smy
 
Smia |
Smic |
Smid |
Smie |
Smig |
Smij |
Smik |
Smil |
Smir |
Smis |
Smit
 
Smita |
Smite |
Smith |
Smitk |
Smitr |
Smits |
Smitt
Die Liste der Biografien führt alle Personen auf, die in der deutschsprachigen Wikipedia einen Artikel haben. Dieses ist eine Teilliste mit 50 Einträgen von Personen, deren Namen mit den Buchstaben „Smit“ beginnt.

## Smit
- Smit Sibinga, Theo (1899–1958), niederländischer Komponist, Cellist und Dirigent
- Smit, Aernout (1641–1710), niederländischer Marinemaler
- Smit, Alec (* 1999), niederländischer Handballspieler
- Smit, André (1916–2001), niederländischer Jazzmusiker
- Smit, Anika (* 1986), südafrikanische Hochspringerin
- Smit, Arjan (* 1978), niederländischer Speedskater und Eisschnellläufer
- Smit, Dirk Jacobus (* 1951), reformierter Theologe
- Smit, Douw (* 1999), südafrikanischer Speerwerfer
- Smit, Fop (1777–1866), niederländischer Reeder und Schiffbau-Unternehmer
- Smit, Gabriël (1910–1981), niederländischer Journalist und Dichter
- Smit, Gaspar († 1819), spanischer Komponist und Organist
- Smit, Gretha (* 1976), niederländische Eisschnellläuferin
- Smit, Hermanus, niederländischer Uhrmacher
- Smit, Holger (* 1956), deutscher Basketballspieler
- Smit, Huub (* 1978), niederländischer Schauspieler
- Smit, Jaap (* 1957), niederländischer Politiker (CDA) und Kommissar des Königs
- Smit, Jan (* 1985), niederländischer SängerJan Smit (* 1985)

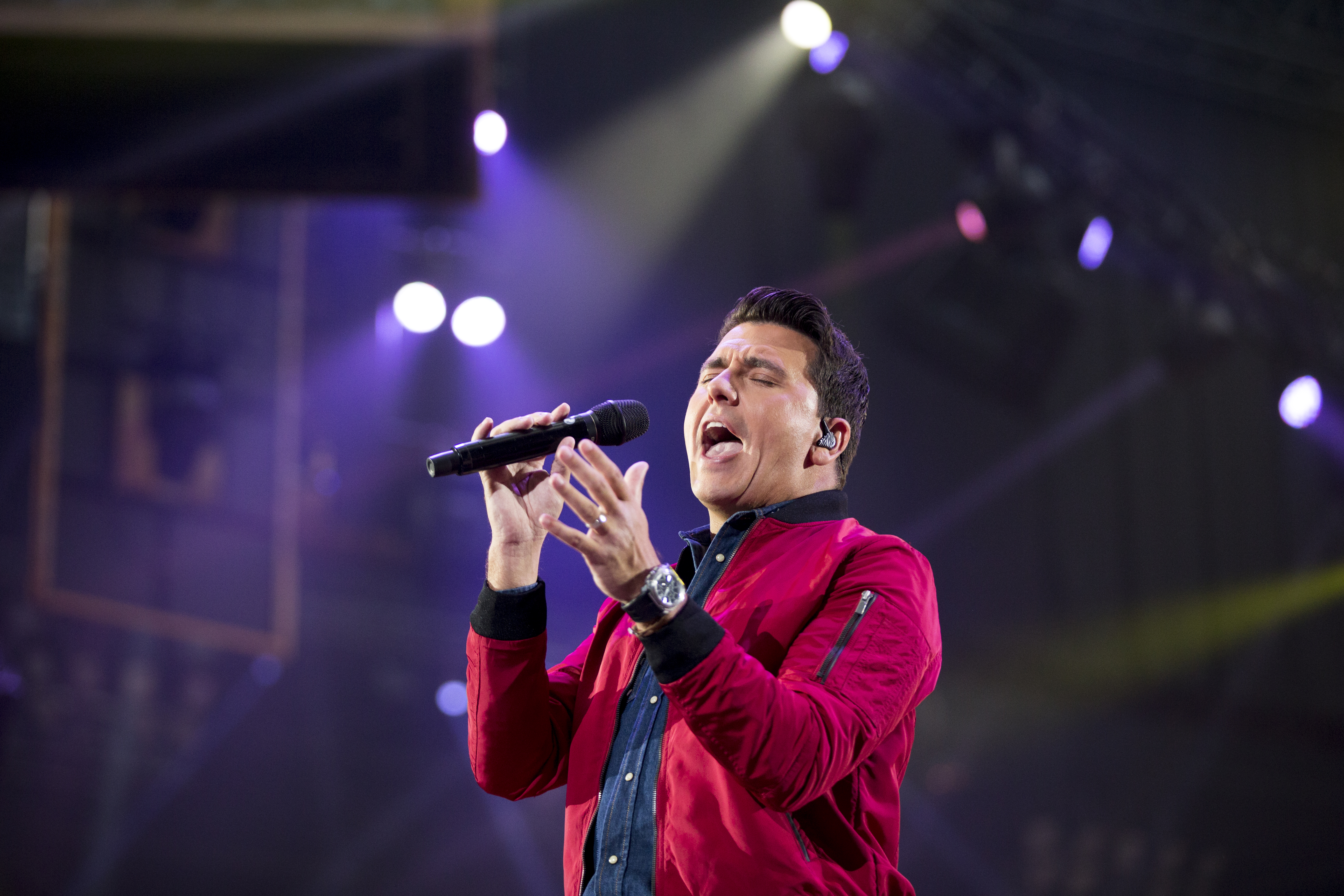
Jan Smit (* 1985)

- Smit, Janine (* 1991), niederländische Eisschnellläuferin
- Smit, Jasper (* 1980), niederländischer Tennisspieler
- Smit, JJ (* 1995), namibischer Cricketspieler
- Smit, Johannes Olav (1883–1972), niederländischer Geistlicher, Apostolischer Vikar von Norwegen und Spitzbergen
- Smit, John (* 1978), südafrikanischer Rugby-Spieler
- Smit, Joke (1933–1981), niederländische Feministin und Politikerin
- Smit, Jörgen (1916–1991), norwegischer Schriftsteller, Lehrer und Anthroposoph
- Smit, Joseph (1836–1929), niederländisch-englischer Tierillustrator
- Smit, Josje (1926–2003), niederländische Bildhauerin
- Smit, Julia (* 1987), US-amerikanische Schwimmerin
- Smit, Kees (1940–2025), niederländischer Fußballspieler
- Smit, Kees (* 2006), niederländischer Fußballspieler
- Smit, Kevin (* 1991), deutscher Basketballspieler
- Smit, Kick (1911–1974), niederländischer Fußballspieler
- Smit, Klaas (1930–2008), niederländischer Fußballspieler
- Smit, Leo (1900–1943), niederländischer Komponist und Pianist
- Smit, Maaike (* 1966), niederländische Rollstuhltennisspielerin
- Smit, Milan (* 2003), niederländischer Fußballspieler
- Smit, Milena (* 1996), spanische Schauspielerin
- Smit, Minouche (* 1975), niederländische Schwimmerin
- Smit, Neil (* 1960), US-amerikanischer Geschäftsmann
- Smit, Nicolaus de (1541–1623), niederländischer Textilfabrikant, Zeugmacher und Kaufmann
- Smit, Nimuë (* 1992), niederländisches Fotomodell
- Smit, Peter-Ben (* 1979), niederländischer alt-katholischer Theologe
- Smit, Sylvia (* 1986), niederländische Fußballspielerin
- Smit, Theo (1951–2023), niederländischer Radrennfahrer
- Smit, Tim (* 1954), englischer Archäologe, Musikproduzent, Gartenbauer und Geschäftsmann
- Smit, Willie (* 1977), namibischer Hürdenläufer
- Smit, Willie (* 1992), südafrikanischer Radrennfahrer
- Smit, Yasemin (* 1984), niederländische Wasserballspielerin
- Smit-Falkner, Marija Natanowna (1878–1968), russisch-sowjetische Ökonomin, Statistikerin und Hochschullehrerin
- Smit-McPhee, Kodi (* 1996), australischer SchauspielerKodi Smit-McPhee (* 1996)

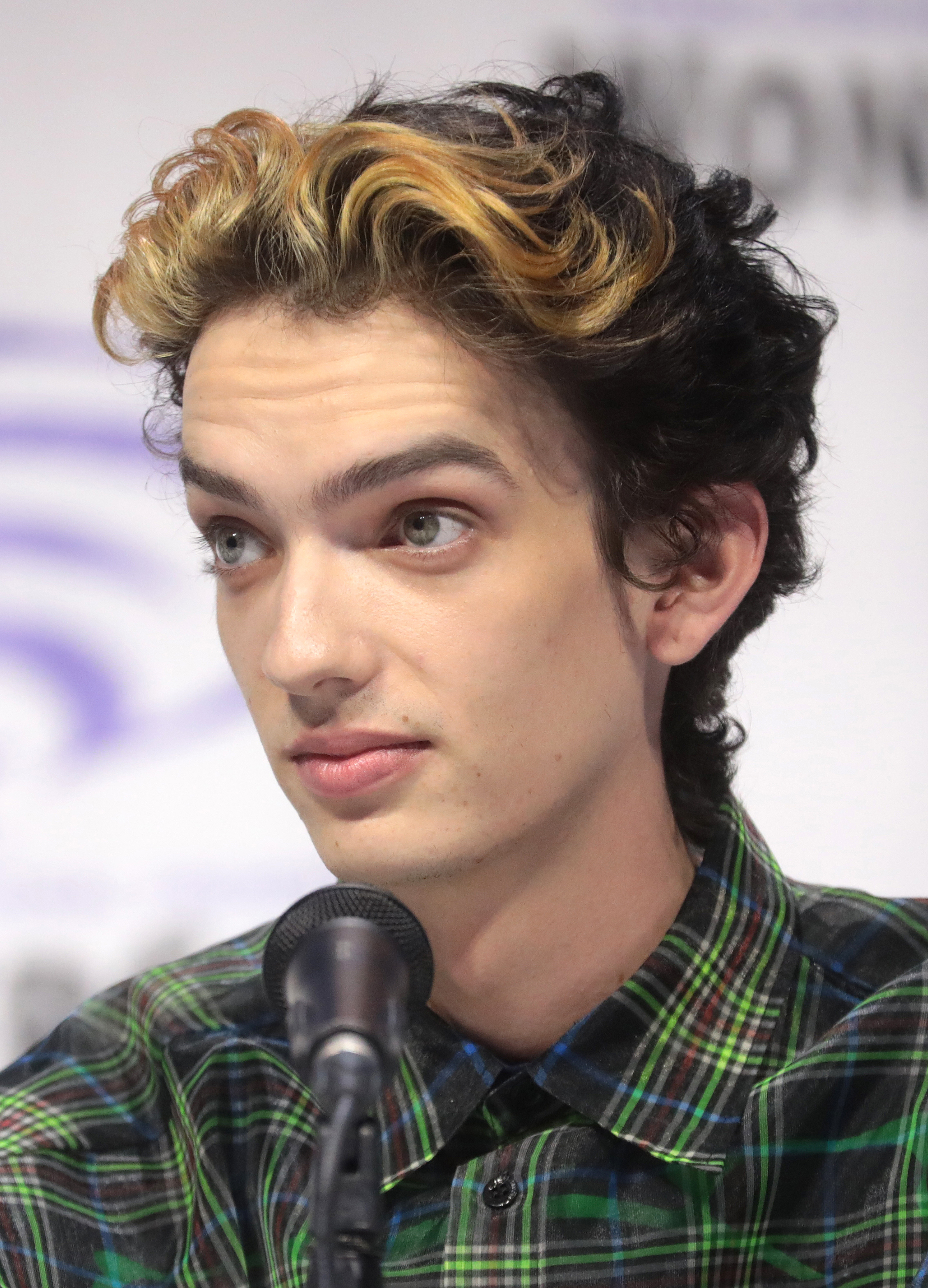
Kodi Smit-McPhee (* 1996)

- Smit-McPhee, Sianoa (* 1992), australische Schauspielerin